# Мідна промисловість Сполучених Штатів Америки
Мідна промисловість США — підгалузь кольорової металургії з видобутку та вилучення міді з руд і розсипів на території Сполучених Штатів Америки.

## Поклади міді вСША
За загальними і підтвердженими запасами мідних руд США займають 2-е місце у світі після Чилі (2003). Тут відомо понад 70 родов. міді майже всіх геол.-пром. типів. Близько 86 % запасів укладено в мідно-порфірових родов.; з інших типів промислове значення мають стратиформні (5%), колчеданні (5%) і мідно-нікелеві родов. Перспективи виявлення нових пром. родов. міді є в складчастих областях зах. частини країни, зокрема в штатах Аризона, Монтана і Юта.

## Видобуток і переробка мідних руд вСША
Пром. розробка покладів мідних руд в США ведеться з 19 ст. Бурхливе її зростання відмічалося після 2-ї світової війни. Після 1973 (1,6 млн т по металу) видобуток скоротився. В кінці ХХ ст. в розробці знаходилося 32 родовищ; 28 мідних рудників забезпечували 97 % всього видобутку. США займали одне з провідних місць у світі з виробництва мідної сировини.
За оцінкою Геологічної служби США в 2000 р. (в дужках дані за 1999 р.) США видобуто 1600(1660) тис. т Cu в руді (2-е місце після Чилі), у світі видобуто 13,082(12,6) млн т. Виробництво Cu в рудах і концентратах у 2000 р. в порівнянні з 1999 р. скоротилося на 8 %. Для розвитку мідної промисловості США характерне поступове вироблення покладів багатих руд і залучення до експлуатації бідних руд. Головні р-ни видобутку і переробки мідних руд: штати Аризона, Нью-Мексико, Юта, Монтана, Невада, Колорадо, Мічиган. Основний обсяг видобутку забезпечує розробка покладів низькосортних руд з поверхневим заляганням, здійснювана відкритим способом. Поширена технологія вилучення міді вилуговуванням (в надрах, купчастого і в спец. пристроях), яка дозволяє виділяти мідь з сировини із вмістом металу менше 0,4 %. На збагачувальних фабриках переважає метод флотації.
У США на багатьох мідних рудниках штату Аризона, а також штатів Невада, Нью-Мексико і Юта діють установки вилуговування і рідинної екстракції міді (технологія SX-EW) загальною потужністю понад 600 тис. т. Найпотужніша (250 тис. т) установка на руднику Моренсі експлуатується з 1980 р. Установки на рудниках Тайрон (74 тис. т) і Чіно (50 тис. т) пущені в 80-х роках. Використовують технологію SX-EW і ряд менших підприємств.